# Elmo
Elmo är en docka i den amerikanska barn-TV-serien Sesam. Han är röd, har falsettröst och tycker väldigt mycket om att kramas. Från 1984 spelades han av Kevin Clash, fram till dess att han sade upp sig i november 2012.

## Historia
Elmo beskriver sig själv som tre och ett halvt år gammal och hans 3 och ½-årsdag infaller alltid 3 februari. Utmärkande för Elmo är att han undviker pronomen och alltid pratar om sig själv i tredje person (exempelvis "Elmo är glad" istället för "Jag är glad"). 
Från början förekom Elmo bara i bakgrunden och spelades av olika dockspelare. I början av 1970-talet spelades Elmo av Caroll Spinney, mellan 1979 och 1981 av Brian Muehl, och från 1981 till 1984 av Richard Hunt. I dokumentären Being Elmo berättar Kevin Clash hur en av dockspelarna var trött på Elmo-dockan, slängde den ifrån sig och sade att man inte kunde göra något med den. Kevin plockade upp den och testade en ny, pipig falsettröst. Den nya rösten gav Elmo en helt ny personlighet och han utvecklades till en av de mest älskade TV-figurerna i USA och stora delar av övriga världen.
Efter att ha utgjort en återkommande gäst i The Rosie O'Donnell Show började Elmo att besöka en mängd andra pratshower. Han har gästat bland annat Martha Stewart Living, The Tony Danza Show och The View. Elmo har även besökt The Oprah Winfrey Show, då tillsammans med Kevin Clash.
År 1996 visades TV-filmen Elmo Saves Christmas och 1999 hade långfilmen Elmos äventyr i Grouchland premiär.